# Lebensmittelkontaktmaterialien
Lebensmittelkontaktmaterialien oder Lebensmittelkontaktstoffe (food contacting substances, FCS) sind Materialien, die für den Kontakt mit Lebensmitteln bestimmt sind. Dazu gehören insbesondere Materialien in Gegenständen zur Handhabung von Lebensmitteln (z. B. Geschirr, Gläser, Besteck), in Lebensmittelverpackungen, oder in Maschinen zur Prozessierung von Lebensmitteln in Fabriken und im Hausgebrauch (z. B. Kaffeemaschinen).

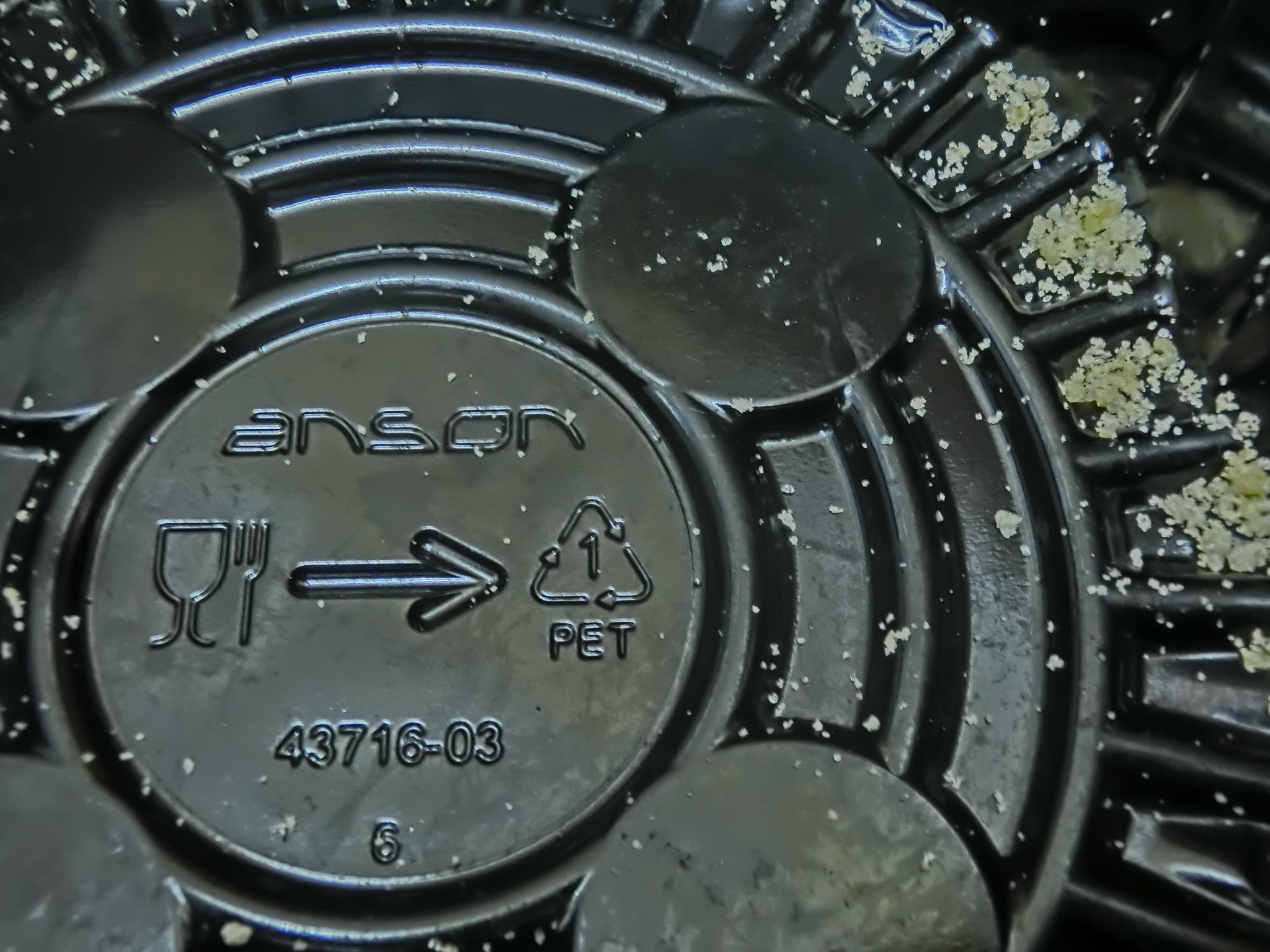
Piktogramm für Lebensmittelkontaktmaterialien (links) auf einem Lebensmittelbehälter aus Kunststoff

Typische Lebensmittelkontaktmaterialien sind Kunststoffe, Gummi, Papier, Beschichtungen, Metall usw. In vielen Fällen werden Materialkombinationen (Verbundstoffe) verwendet. Beispielsweise kann ein Karton für Säfte (von innen nach außen) eine Kunststoffschicht, Aluminium, Papier oder den eigentlichen Karton, einen Aufdruck und eine Deckbeschichtung enthalten.
Lebensmittelkontaktmaterialien müssen im Allgemeinen inert sein, dürfen also nicht mit dem Lebensmittel reagieren. Aktive Lebensmittelkontaktmaterialien sind dazu bestimmt, den Zustand von Lebensmitteln aktiv zu erhalten oder zu verbessern, und können beispielsweise die Haltbarkeit von Lebensmitteln verlängern. Sie dürfen beginnenden Verderb jedoch nicht kaschieren oder sonst zur Beschaffenheit irreführen. Intelligente Lebensmittelkontaktmaterialien können den Zustand von Lebensmitteln überwachen und beispielsweise anzeigen, ob die Kühlkette unterbrochen wurde. Diese Informationen dürfen für den Verbraucher ebenfalls nicht irreführend sein.
Beim Kontakt mit Lebensmitteln können Substanzen aus dem Kontaktstoff in das Lebensmittel gelangen. Aktive oder intelligente Kontaktstoffe können den Zustand eines Lebensmittels verändern. Aus diesem Grund werden in vielen Ländern Vorschriften zur Gewährleistung der Lebensmittelsicherheit erlassen. In der EU werden Lebensmittelkontaktmaterialien insbesondere durch die Verordnung (EG) Nr. 1935/2004 reguliert.

## Das Glas-Gabel-Symbol

Das Glas-Gabel-Symbol zur Kennzeichnung von Lebensmittelkontaktmaterialien

Das international gebräuchliche Glas-Gabel-Symbol kennzeichnet Produkte, die für den Kontakt mit Lebensmitteln bestimmt sind. Das Symbol weist darauf hin, dass die im Produkt verwendeten Materialien als sicher für den Kontakt mit Lebensmitteln gelten. Dazu gehören insbesondere Lebensmittel- und Wasserbehälter, Verpackungsmaterialien, Besteck und Geschirr. Das Symbol hat besondere Relevanz bei Produkten, deren Lebensmittelsicherheit nicht offensichtlich oder unklar ist, beispielsweise bei Behältern, die zur Aufbewahrung von Lebensmitteln verwendet werden sollen. Das Symbol wird in Nordamerika, Europa und Teilen Asiens verwendet.
Bei Kunststoffbehältern ist zusätzlich zu den vorgeschriebenen dreieckigen Recycling-Codes (nämlich , , , ) eine Gewährleistung der Lebensmittelsicherheit nötig, da die Recycling-Symbole dazu nichts besagen.
Auch wenn die gesetzlichen Anforderungen länderspezifische Unterschiede aufweisen, gewährleistet das Glas-Gabel-Symbol im Allgemeinen Folgendes:
- Die Behälteroberfläche ist frei von giftigen Verunreinigungen, die durch den Herstellungsprozess bedingt sein könnten.
- Das Behältermaterial darf durch oder während seiner Nutzung (z. B. durch Degeneration oder Migration) nicht zu einer Kontaminationsquelle werden.

Zentrale Größe zur Regulierung der Lebensmittelsicherheit ist die Festlegung von Migrationsgrenzwerten.
Das Glas-Gabel-Symbol garantiert nur bei bestimmungsgemäßem Gebrauch Lebensmittelsicherheit. Je nach Material können zulässige Parameter des Lebensmittels beschränkt sein. Dazu gehören vornehmlich Temperatur, pH-Wert oder Fettgehalt des Lebensmittels.
Außerhalb dieser zulässigen Parameter können die zulässigen Migrationsgrenzwerte nicht garantiert werden. Ein typisches Beispiel hierfür sind Lebensmittelbehälter aus Polystyrol-Schaumstoff. Polystyrol kann bei Kontakt mit heißen oder fetthaltigen Lebensmitteln schmelzen, wodurch spezifische Grenzwerte überschritten werden: In den Vereinigten Staaten dürfen Lebensmittelkontaktmaterialien nicht mehr als 1 Gewichtsprozent Styrol-Monomere enthalten (0,5 % bei fetthaltigen Lebensmitteln).

## Rechtliche Vorgaben

### Europäische Union
Lebensmittelverpackungen sind für den Binnenmarkt der EU als Unterfall der Bedarfsgegenstände als Lebensmittelkontakt-Materialien und ‑Gegenstände geregelt, also als Fertigerzeugnisse, die
- dazu bestimmt sind, mit Lebensmitteln in Kontakt zu kommen,
- die diese Berührung haben oder
- bei denen so etwas oder ein Übergang von Bestandteilen auf Lebensmittel vernünftigerweise vorhersehbar ist.[12]

Sie gibt allgemein vor, dass z. B. unter den normalen oder vorhersehbaren Verwendungsbedingungen keine Bestandteile auf Lebensmittel in Mengen abgeben werden (= migrieren), dass es die menschliche Gesundheit gefährdet oder in unvertretbarer Weise die Zusammensetzung der Lebensmittel ändert oder deren organoleptischen Eigenschaften beeinträchtigt. Angaben darauf oder ihre Aufmachung dürfen Verbraucher nicht irreführen. Sie ermächtigt die Kommission zu spezifischen Maßnahmen für bestimmte Materialien. So geschehen für Verpackungen aus Kunststoff, für die sie etwa Migrationsgrenzwerte und die Zulassung verwendbarer, in der Unionsliste aufgeführter Stoffe regelt.
Für aktive und intelligente Materialien gilt: Verändern sie das Lebensmittel, darf der Verbraucher dadurch nicht irregeführt werden. Stoffe, die durch Wechselwirkung mit aktiven oder intelligenten Materialien im Lebensmittel entstehen, unterliegen dann der Lebensmittelzusatzstoff-Verordnung. Nur soweit die EU keine Maßnahmen zur Regulation einer Stoffgruppe ergriffen und den Binnenmarkt noch nicht harmonisiert hat, dürfen Mitgliedstaaten in dieser Lücke noch nationale Sonderbestimmungen treffen. Die EU nennt das hier allerdings nicht so genannte Glas-Gabel-Symbol als eine Möglichkeit zur pflichtgemäßen Kennzeichnung von Lebensmittelkontakt-Materialien und -Gegenständen neben anderen wie der sprachlichen mit „für Lebensmittelkontakt“ oder über Angabe des näheren Verwendungszweckes wie „Suppenlöffel“ oder „Kaffeemaschine“. Es muss nur leicht und klar verständlich lesbar, deutlich und unverwischbar sein. Entbehrlich sind solche Angaben, wenn die Bestimmung zum Lebensmittelkontakt ohne weiteres einleuchtend und unzweifelhaft klar ist; unentbehrlich hingegen bleiben Angaben wie zum Hersteller oder Importeur zur Absicherung der Rückverfolgbarkeit. Das Symbol dient hier also vor allem zum Schutz der Verbraucher vor Verwechslung mit etwas, was ähnlich aussieht, aber z. B. bloß Dekoration ohne Lebensmittelkontakt oder -nähe bleiben sollte.
Nach Ansicht der Verbraucherschutzorganisation CHEM Trust sind Lebensmittelkontaktmaterialien in der EU nicht effektiv genug zum Schutz des Verbrauchers reguliert.

### Vereinigte Staaten von Amerika
Die U.S. Food and Drug Administration (FDA) begreift solche Materialien und Gegenstände als eine von drei Arten von Lebensmittelzusatzstoffen:
1. Direkte Lebensmittelzusatzstoffe: Bestandteile, die dem Lebensmittel direkt zugesetzt werden.
2. Sekundäre direkte Lebensmittelzusatzstoffe: Bestandteile, die dem Lebensmittel aufgrund einer Lebensmittelbehandlung zugesetzt werden, z. B. durch die Behandlung von Lebensmitteln mit ionischen Harzen oder durch Lösungsmittelextraktion.
3. Indirekte Lebensmittelzusatzstoffe: Stoffe, die als Teil von Verpackungs- oder Verarbeitungsanlagen mit Lebensmitteln in Berührung kommen können, aber nicht dazu bestimmt sind, dem Lebensmittel direkt zugesetzt zu werden: Lebensmittelkontaktmaterialien.

Letztere beschreibt der Code of Federal Legislation (CFR, 21 CFR 174 – 21 CFR 190): Er definiert zulässige Inhaltsstoffe von Lebensmittelkontaktmaterialien mit Verwendungseinschränkungen bezüglich Materialart und Begrenzungen der Konzentration im Produkt.

## Gesundheitliche Bedenken
Studien haben gezeigt, dass viele Lebensmittelkontaktstoffe (Food Contact Chemicals; FCCs) im menschlichen Körper nachweisbar sind. Eine Untersuchung fand Hinweise auf die Präsenz von 3601 bekannten FCCs im Menschen, darunter 80 mit besonders bedenklichen Eigenschaften. Beispiele für diese Stoffe sind Bisphenol A (BPA) und Octabenzon. Alle Stoffe sind in der Datenbank FCChumon gelistet.
Verbraucherschutzorganisationen fordern im September 2024 strengere Regulierungen für FCCs. Empfehlungen für Verbraucher umfassen den Kauf unverpackter Lebensmittel und die Vermeidung bestimmter Verpackungsmaterialien.